# Стеван Вилотић
Стеван Ћеле Вилотић (Шабац, 15. септембар 1925 — Београд, 27. јун 1989) био је југословенски и српски фудбалер и тренер.

## Биографија
Рођен је 15. септембра 1925. године у Шапцу. Вилотић је два пута био тренер Партизана. Прво у сезони 1966/67, тачније од јесени па све до краја сезоне, а затим од јуна 1969. године (последња три кола у сезони 1968/69), па до 30. новембра 1969. године. Ипак, најпре је запамћен због свог професионалног и педагошког рада, јер је учествовао у формирању многих младих фудбалера који су касније постали асови југословенског фудбала. Чувена "чилеанска" генерација, која је 1987. године постала шампион света (Мијатовић, Петрић, Шукер, Просинечки, Лековић) његово је дело. Током 1978. године Вилотић је такође био вд. селектор фудбалског тима Југославије. Стеван Вилотић умро је 27. јуна 1989. године у Београду.